# Заречни (Свердловска област)
Заречни (на руски: Заречный) е град в Свердловска област, Русия. Населението на града към 1 януари 2018 година е 27 595 души.

## История
Селището е основано през 1955 година, през 1992 година получава статут на град.